# Chaguanas

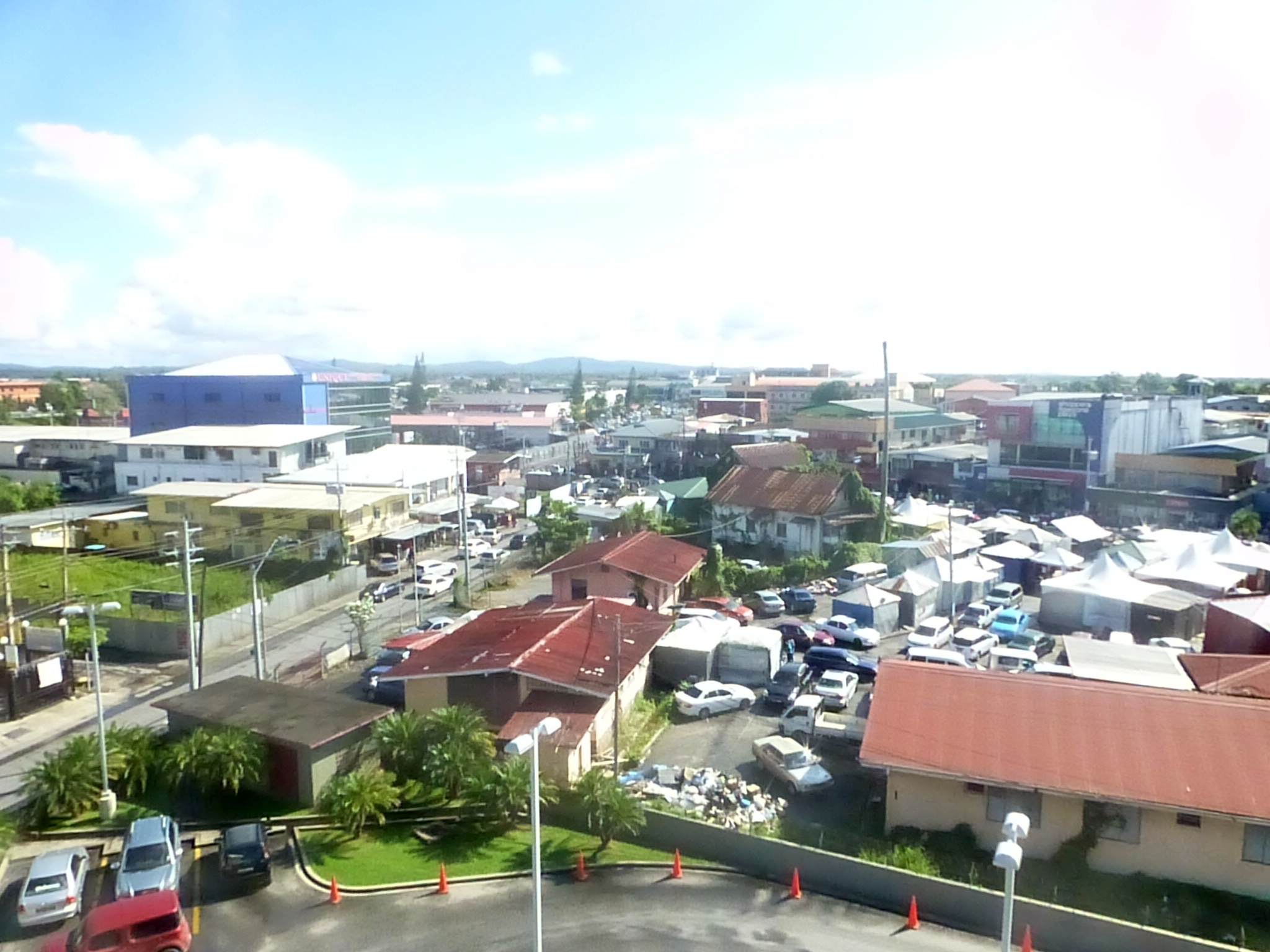
Chaguanas, 2016.

Chaguanas, markerat på en karta över ön Trinidad.

Chaguanas är en stad på Trinidadön i Trinidad och Tobago. Den är Trinidad och Tobagos största storstadsområde (borough). Vid 2011 års folkräkning uppgick befolkningen till 83 516. Den ligger på västra och centrala Trinidad, söder om huvudstaden Port of Spain.

## Personer från Chaguanas
Författaren och Nobelpristagaren V.S. Naipaul föddes i Chaguanas 1932.